# Silůvky
Silůvky (in tedesco Siluwka) è un comune della Repubblica Ceca facente parte del distretto di Brno-venkov, in Moravia Meridionale.